# Chris Thompson
Christophe Lee "Chris" Thompson (Roseburg, 30 de novembro de 1978) é um nadador norte-americano, ganhador de uma medalha de bronze em Jogos Olímpicos.